# Cornella de les Marianes
La cornella de les Marianes (Corvus kubaryi) és un ocell de la família dels còrvids (Corvidae).
Habita boscos, clars de les illes de Guam i Rota a les Illes Marianes.